# H. O. Sperling
H. O. Sperling war ein Verlag und eine Buchhandlung in Stuttgart von 1895 bis 1915.

## Geschichte
Am 1. April 1895 gründete Heinrich Otto Sperling (1854–1943) die Kommissions-, Sortiments- und Verlagsbuchhandlung H. O. Sperling in Stuttgart in der Friedrichstraße 17. Wichtigste Publikation wurde das Adressbuch der deutschen Zeitschriften, das seit diesem Jahr dort herausgegeben wurde. 1899 wurde eine Filiale in Mailand gegründet, deren Nachfolgerin  Sperling & Kupfer bis in die Gegenwart besteht. Eine weitere Buchhandlung gab es in Zürich.
1909 wurde die Buchhandlung in Stuttgart ausgegliedert und an die bisherigen Mitarbeiter Georg Häusler, Gustav Jehniche und Oskar Wolf übergeben. Diese bestand dann als Häusler & Teilhaber. 
Von 1915 sind die letzten Publikationen des Verlages H. O. Sperling bekannt. Die Filiale in Mailand musste wegen des Krieges geschlossen werden, wahrscheinlich bedeutete dies den entscheidenden   wirtschaftlichen Verlust für den deutschen Stammverlag.
1928 gab es kurzzeitig den Verlag H. O. Sperling’s Nachf. in Stuttgart, der kaufmännische Literatur, z. B. zur Buchführung, veröffentlichte.

## Publikationen
Periodika
- Adressbuch der deutschen Zeitschriften, dann Sperlings Zeitschriften-Adressbuch, 1895–1915, wichtigste Publikation
- Mitteilungen für Buchhandlungsreisende, Stuttgart, Mailand, 1903–1915

Bücher
- Adolf Stieler: Stielers Hand-Atlas, 1906
- Alfred Bilz: Neue Naturheilkunde, 1906
- Alfred Schlomann: Illustriertes technisches Vokabular, 1909